# San Mateo (Costa Rica)
San Mateo es el distrito primero y ciudad cabecera del cantón de San Mateo, en la provincia de Alajuela, de Costa Rica.

## Ubicación
Se encuentra a 47 km al oeste de la ciudad de Alajuela.

## Geografía
San Mateo cuenta con un área de 64,89 km² y una altitud media de 254 m s. n. m.

## Demografía
Para el año 2022, San Mateo cuenta con una población estimada de 2679 habitantes, y para el último censo efectuado, en 2011, San Mateo contaba con una población de 2692 habitantes.

## Localidades
- Poblados: Agua Agria, Calera, Cenízaro, Centeno, Desamparados, Dulce Nombre, Higuito, Labrador, Izarco, Maderal, Ramadas, San Juan de Dios.

## Transporte

### Carreteras
Al distrito lo atraviesan las siguientes rutas nacionales de carretera:
- Ruta nacional 3
- Ruta nacional 131